# Santuario de la Virgen (Fabregada)

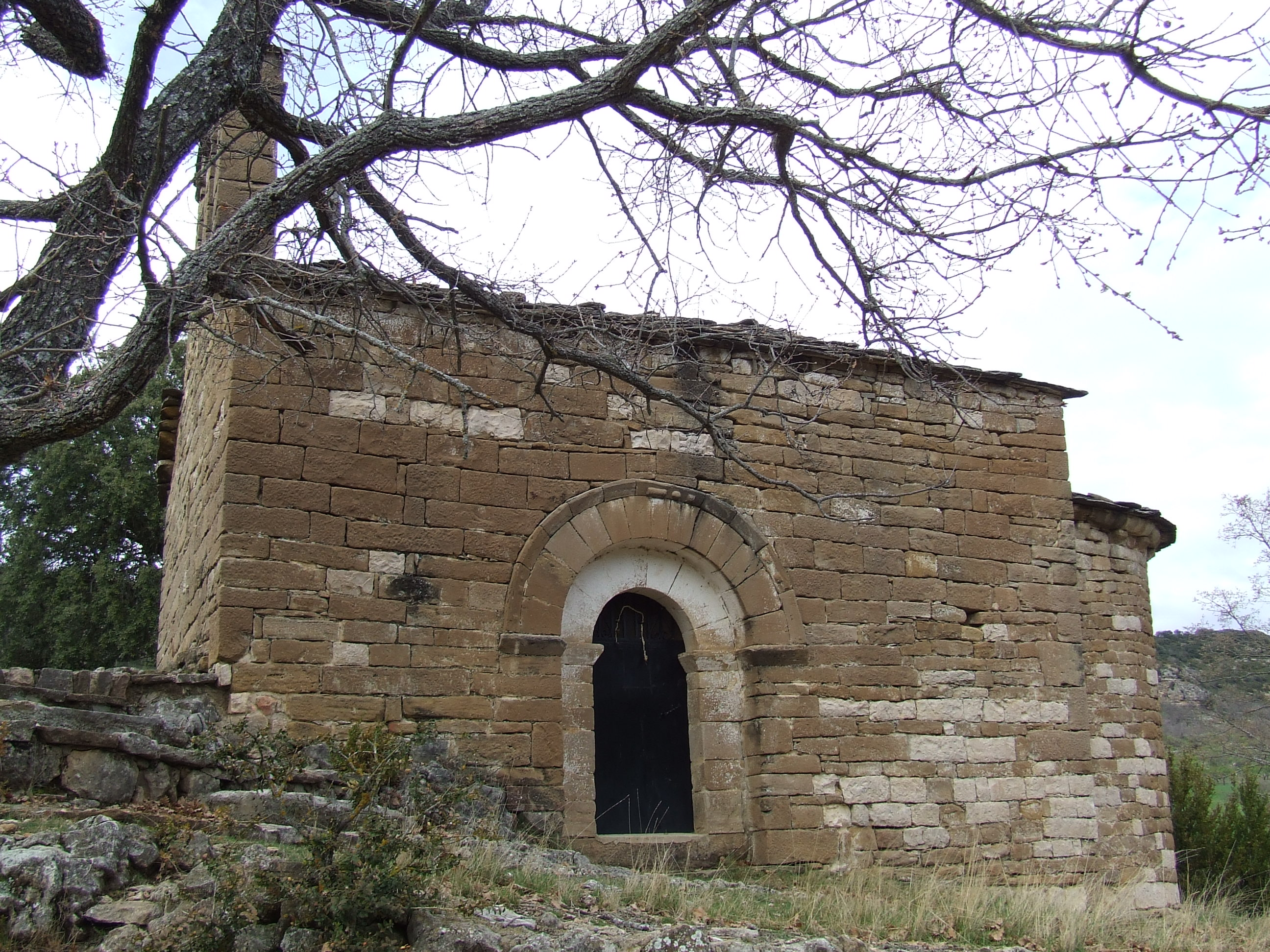
Fachada del santuario.

El santuario de la Virgen de Fabregada está situado cerca del antiguo núcleo de la entidad de población de Fabregada al oeste del pueblo de San Esteban de la Sarga, en el Pallars Jussá, de la provincia de Lérida. Aunque ahora es una ermita aislada, fue la iglesia parroquial del núcleo de población más importante del actual término de San Esteban de la Sarga.
Es un edificio románico del siglo XII, con nave con cubierta con bóveda de cañón, ligeramente apuntada, ábside semicircular y una pequeña espadaña sobre la pared de poniente.
Una moldura biselada recorre todo el alero del tejado. En el interior, un arco toral parte la nave, que es de planta ligeramente irregular, en dos tramos. La puerta tiene una ornamentación muy sencilla, con una arquivolta en degradación y las dovelas bordeadas por una moldura biselada lisa, con algunos elementos geométricos como bolas o medios cilindros.
El ábside tiene una ventana de doble derrame, y frente a la fachada de poniente, hay otra, pero ésta es de trazado recto. El aparato de todo el edificio es de sillares lisos, regulares y bastante grandes, que muestran una obra del siglo XII. La obra no es exactamente igual: la nave presenta unos sillares más bien pulidos, puestos alternativamente del derecho y de través, mientras que el ábside presenta unos sillares menos pulidos, puestos de manera más irregular.
El lugar de Ipsa Fabricata está documentado en 1038, cuando se la menciona como parte del término del Castell de Mur. El lugar y la iglesia de Fabregada, situados en el término del castell de Mur, fueron dados a Bertran Ató de Montañana por el conde Ramon IV de Pallars Jussá. Posteriormente el mismo Bertran Ató dotaba la iglesia de San Esteban de la Sarga (1076).
La ermita ha dado lugar a otro costumbre popular: el de las «Mayorales del Rosario», cargo honorífico que distingue a las mujeres de San Esteban de la Sarga que cuidan de la iglesia parroquial de la población así como del santuario.